# 小久保ナナ
小久保 ナナ（こくぼ ナナ、1984年11月25日 - ）は日本の元タレント。千葉県出身。所属事務所はメタルボックス。芸能活動の傍ら、キャバクラ嬢として活躍している。そのため、『カード学園』等でのキャッチコピーは“キャバドル”となっている。

## 来歴・人物
2008年頃、芸能活動を開始。この年の活動内容は、読売新聞夕刊（11月17日付「ムチャぶり大作戦」）、『スコラ』掲載（11月）、『ぷっ』すま（テレビ朝日）出演等である。
2009年6月より『カード学園』（TBSテレビ）のレギュラー出演者となる。その『カード学園』の企画で、2009年12月26日に東京・秋葉原で行われた『ヴァイスシュヴァルツワールドグランプリ2009全国大会』（ネオスタンダード部門）への出場を目指すことになり、全国各地で行われていた大会予選に出場した。
その結果、全国大会に進出することに成功。全国大会における予選では、4勝2敗（予選6位）の成績を出して、予選通過を決定させる。しかし、その決勝トーナメントでは初戦敗退となった。そのため、総合成績は全国5位となった。
鼠先輩のラストシングル『おかね』（2009年6月17日発売）では、ジャケット写真モデルの仕事をしている。
特技はイッキコール、ハンドサイン、トレーディングカードゲーム（全国5位／ヴァイスシュヴァルツワールドグランプリ2009）など。趣味は旅行。

## 出演

### テレビ
- 『ぷっ』すま（2008年12月2日、テレビ朝日） - 『試して足して 体感チャレンジクイズ』（試して足して生着替えさせ）
- 全力坂（2009年1月28日・2月5日、テレビ朝日）
  - 木村拓哉の全力坂（2009年4月4日、テレビ朝日）
- ランク王国（2009年5月2日、TBSテレビ）
- クイズの扉（2009年6月4日、TBSテレビ）
- カード学園（2009年6月5日 - 、TBSテレビ） - レギュラー出演
- あらびき団（2009年8月26日、TBSテレビ）
- カード学園SP（2010年1月8日、TBSテレビ）

### ドラマ
- 嬢王 Virgin（2009年10月2日、テレビ東京） - 黒宮なつき 役

### 映画
- Girl's Life（2009年12月5日） - ゆきな 役

### ラジオ
- 銀河に吠えろ!宇宙GメンTAKUYA（2009年1月28日、ニッポン放送）

### インターネット
- ぷるるんサバイバル（ケータイヤングジャンプ）【8代目ぷるるんQUEEN】

## 掲載

### 雑誌
- スコラ（スコラマガジン）
- B.L.T.（東京ニュース通信社）
- 漫画アクション（双葉社）
- ナックルズEX（ミリオン出版）
- Bejean（ジーオーティー）
- 週刊ヤングジャンプ（集英社）
- ヤングアニマル（白泉社）
- ヤングアニマル嵐（白泉社）

### 新聞
- 読売新聞（2008年11月17日付夕刊、『ムチャぶり大作戦』）